# Llista de consellers generals d'Andorra (IV Legislatura)

Composició del Consell General al començament de la legislatura.
Liberal: 14 consellers
Socialdemòcrata: 12 consellers
Centre Demòcrata Andorrà – Segle 21: 2 consellers

Aquesta és una llista dels consellers generals d'Andorra de la IV legislatura (2005-2009). Els membres del Consell General d'Andorra van ser elegits en les eleccions generals del 2005. Al començament de legislatura es van constituir tres grups parlamentaris: el Liberal (14 consellers), el Socialdemòcrata (12) i el de Centre Demòcrata Andorrà – Segle 21 (2).
| Grup parlamentari | Grup parlamentari                   | En la constitució | En la dissolució |
| ----------------- | ----------------------------------- | ----------------- | ---------------- |
|                   | Liberal                             | 14                | 14               |
|                   | Socialdemòcrata                     | 12                | 10               |
|                   | Centre Demòcrata Andorrà – Segle 21 | 2                 | 2                |
|                   | No adscrits                         | 0                 | 2                |
| Total             | Total                               | 28                | 28               |

## Consellers

### Sindicatura
|  | Nom                        | Grup parlamentari | Circumscripció | Legislatures anteriors | Inici mandat       | Fi mandat            | Càrrec                      |
|  | -------------------------- | ----------------- | -------------- | ---------------------- | ------------------ | -------------------- | --------------------------- |
|  | Joan Gabriel Estany        | Liberal           | La Massana     |                        | 17 de maig de 2005 | 27 de febrer de 2009 | Síndic General              |
|  | Bernadeta Gaspà Bringueret | Liberal           | Nacional       |                        | 17 de maig de 2005 | 27 de febrer de 2009 | Subsíndica General          |
|  | Robert Call Masià          | Liberal           | Nacional       |                        | 17 de maig de 2005 | 27 de febrer de 2009 | Secretari de la Sindicatura |
|  | Esteve López Montanya      | Socialdemòcrata   | Nacional       | III                    | 17 de maig de 2005 | 27 de febrer de 2009 | Secretari de la Sindicatura |

### Resta del Ple
|  | Nom                        | Grup parlamentari                   | Circumscripció      | Legislatures anteriors | Inici mandat         | Fi mandat            | Càrrec                                                          |
|  | -------------------------- | ----------------------------------- | ------------------- | ---------------------- | -------------------- | -------------------- | --------------------------------------------------------------- |
|  | Olga Adellach Coma         | Liberal                             | Ordino              | III                    | 17 de maig de 2005   | 27 de febrer de 2009 |                                                                 |
|  | Vicenç Alay Ferrer         | Socialdemòcrata                     | Nacional            | I, II                  | 17 de maig de 2005   | 27 de febrer de 2009 |                                                                 |
|  | Jaume Bartumeu Cassany     | Socialdemòcrata                     | Nacional            | I, II, III             | 17 de maig de 2005   | 27 de febrer de 2009 | President del Grup Socialdemòcrata                              |
|  | Alain Bernat Gallego       | Liberal                             | Nacional            |                        | 17 de maig de 2005   | 27 de febrer de 2009 |                                                                 |
|  | Carles Blasi Vidal         | Socialdemòcrata                     | Andorra la Vella    |                        | 17 de maig de 2005   | 27 de febrer de 2009 |                                                                 |
|  | Francesc Casals Pantebre   | Socialdemòcrata                     | Escaldes-Engordany  | III                    | 17 de maig de 2005   | 15 d'octubre de 2007 |                                                                 |
|  | Josep Dallerès Codina      | Socialdemòcrata                     | Nacional            | I, II, III             | 17 de maig de 2005   | 27 de febrer de 2009 |                                                                 |
|  | Ricard de Haro Jiménez     | No adscrit (RD)                     | Escaldes-Engordany  |                        | 17 de maig de 2005   | 27 de febrer de 2009 |                                                                 |
|  | Josep Maria Farré Naudi    | Liberal                             | Canillo             |                        | 17 de maig de 2005   | 27 de febrer de 2009 |                                                                 |
|  | Joan Albert Farré Santuré  | Liberal                             | Sant Julià de Lòria | III                    | 17 de maig de 2005   | 27 de febrer de 2009 |                                                                 |
|  | Maria Rosa Ferrer Obiols   | Socialdemòcrata                     | Andorra la Vella    | I, II                  | 17 de maig de 2005   | 15 d'octubre de 2007 |                                                                 |
|  | Jordi Font Mariné          | Socialdemòcrata                     | Nacional            |                        | 17 de maig de 2005   | 27 de febrer de 2009 |                                                                 |
|  | Lurdes Font Puigcernal     | Centre Demòcrata Andorrà – Segle 21 | Nacional            |                        | 17 de maig de 2005   | 27 de febrer de 2009 | Presidenta suplent del Grup Centre Demòcrata Andorrà – Segle 21 |
|  | Eva García Pastor          | Liberal                             | La Massana          |                        | 17 de maig de 2005   | 27 de febrer de 2009 |                                                                 |
|  | Montserrat Gil Torné       | Liberal                             | Sant Julià de Lòria |                        | 17 de maig de 2005   | 7 de juny de 2005    |                                                                 |
|  | Mariona González Reolit    | Socialdemòcrata                     | Nacional            |                        | 17 de maig de 2005   | 27 de febrer de 2009 |                                                                 |
|  | Jordi Jordana Rossell      | Liberal                             | Nacional            |                        | 3 de juny de 2005    | 27 de febrer de 2009 | President del Grup Liberal (a partir del maig de 2008)          |
|  | Conxita Marsol Riart       | Liberal                             | Nacional            |                        | 17 de maig de 2005   | 7 de maig de 2008    | Presidenta del Grup Liberal (abril 2005–maig 2008)              |
|  | Daniel Mateu Melción       | Liberal                             | Canillo             | III                    | 17 de maig de 2005   | 27 de febrer de 2009 |                                                                 |
|  | Víctor Naudi Zamora        | Socialdemòcrata                     | Escaldes-Engordany  |                        | 18 d'octubre de 2007 | 27 de febrer de 2009 |                                                                 |
|  | David Pérez Peiró          | No adscrit (RD)                     | Andorra la Vella    |                        | 18 d'octubre de 2007 | 27 de febrer de 2009 |                                                                 |
|  | Albert Pintat Santolària   | Liberal                             | Nacional            |                        | 17 de maig de 2005   | 7 de juny de 2005    |                                                                 |
|  | Emili Prats Grau           | Liberal                             | Ordino              | III                    | 17 de maig de 2005   | 27 de febrer de 2009 |                                                                 |
|  | Maria Pilar Riba Font      | Socialdemòcrata                     | Encamp              |                        | 17 de maig de 2005   | 27 de febrer de 2009 |                                                                 |
|  | Eva Riberaygua Dournès     | Liberal                             | Nacional            |                        | 15 de maig de 2008   | 27 de febrer de 2009 |                                                                 |
|  | Francesc Rodríguez Rossa   | Socialdemòcrata                     | Nacional            |                        | 17 de maig de 2005   | 27 de febrer de 2009 | President suplent del Grup Socialdemòcrata                      |
|  | Jaume Serra Serra          | Liberal                             | Nacional            |                        | 17 de maig de 2005   | 27 de febrer de 2009 | President suplent del Grup Liberal                              |
|  | Enric Tarrado Vives        | Centre Demòcrata Andorrà – Segle 21 | Nacional            | II                     | 17 de maig de 2005   | 27 de febrer de 2009 | President del Grup Centre Demòcrata Andorrà – Segle 21          |
|  | Carles Verdaguer Pujantell | Liberal                             | Sant Julià de Lòria |                        | 13 de juny de 2005   | 27 de febrer de 2009 |                                                                 |

### Substitucions
|  | Conseller substituït     | Grup            | Baixa      | Motiu                                                                                      | Conseller substitut        | Grup            | Alta       |
|  | ------------------------ | --------------- | ---------- | ------------------------------------------------------------------------------------------ | -------------------------- | --------------- | ---------- |
|  | Albert Pintat Santolària | Liberal         | 7/6/2005   | Deixa vacant l'escó per haver estat elegit cap de Govern.                                  | Jordi Jordana Rossell      | Liberal         | 3/6/2005   |
|  | Montserrat Gil Torné     | Liberal         | 7/6/2005   | Deixa vacant l'escó per haver estat nomenada ministra de Salut, Benestar Social i Família. | Carles Verdaguer Pujantell | Liberal         | 13/6/2005  |
|  | Francesc Casals Pantebre | Socialdemòcrata | 15/10/2007 | Renuncia a l'escó.                                                                         | Víctor Naudi Zamora        | Socialdemòcrata | 18/10/2007 |
|  | Maria Rosa Ferrer Obiols | Socialdemòcrata | 15/10/2007 | Renuncia a l'escó.                                                                         | David Pérez Peiró          | Socialdemòcrata | 18/10/2007 |
|  | Conxita Marsol Riart     | Liberal         | 7/5/2008   | Renuncia a l'escó per a ser ministra de Presidència.                                       | Eva Riberaygua Dournès     | Liberal         | 15/5/2008  |